# Катя Самбука
Ка́тя Самбу́ка (настоящее имя — Екатери́на Владисла́вовна Миха́йлова (урождённая Долго́ва); род. 27 августа 1991, Ленинград, РСФСР, СССР) — российская певица, актриса

, фотомодель и телеведущая.

## Биография
Родилась 27 августа 1991 года в Ленинграде в многодетной семье. Мать занималась спортивной гимнастикой, а отец был строителем. Училась в школе № 216 с углублённым изучением польского языка, а после — один курс в кулинарном колледже. Во время практики в ресторане «Ливерпуль» познакомилась с солистом группы The Rolling Stones Миком Джаггером, который приглашал её в США.
Псевдоним «Самбука» — название алкогольного ликёра, перед подачей которого бармен поджигает спирт — Катя получила от режиссёра фильмов для взрослых Боба Джека, за которого вышла замуж в 15 лет. Катя Самбука является главной героиней романа Боба Джека «POR-NO!», вышедшим в 2007 году.
В 2011 году Катя вместе с мужем отправилась в масштабное турне, во время которого делала эротическое шоу под собственные песни в стиле хаус и трэп в более чем 70 городах России, Украины, Беларуси, Эстонии, Польши и Кипра. По завершении тура Самбука стала одним из лидеров среди представителей шоу-бизнеса в топ-запросах «Яндекса» в России и на Украине. Была на обложке журналов XXL (Украина) и QOQO (Эстония, преемник эстонской редакции Playboy).
В 2013 году была телеведущей программы «Модный девайс» на канале «2x2». В августе 2014 года в эстонском городе Хаапсалу Самбука открыла центр реабилитации женщин в кризисных ситуациях, связанных с семейными проблемами. Также она предложила помощь Эвелин Ильвес, жене президента Эстонии, которую папарацци уличили в измене с незнакомцем в одном из таллинских кафе.
В 2015 году стала ведущей программы «Богатство курицы» на телеканале «2x2».
В 2016 году Катя Самбука в Кирове на глазах у молодых людей практически занялась сексом со своим партнёром, стянув с него трусы на сцене.
23 июня 2017 года попала в базу украинского «Миротворца» за выступление в Севастополе в июле 2016 года, Самбуку обвинили в незаконном пересечении границы.

## Личная жизнь
В интервью эстонской газете Postimees рассказала, что лишилась девственности в 13 лет, а в 15-летнем возрасте — в 2007 году вышла замуж за порнорежиссёра Боба Джека (настоящее имя Сергей Михайлов). В этом же возрасте, 18 апреля 2007 года родила дочь Звану.
В 2015 году пара рассталась со скандалом — Екатерина сбежала от своего супруга вместе с дочерью. В социальных сетях Самбука рассказала, что Боб постоянно её избивал, угрожал, шантажировал, что выложит в сеть снимки фотомодели. Боб Джек отверг обвинения и назвал это попыткой пиара.
С 22 апреля 2022 года Екатерина встречается с Владиславом Тюльпановым, сыном бывшего председателя Законодательного Собрания Санкт-Петербурга и сенатора Вадима Тюльпанова. На момент вступления в отношения Тюльпанову было 17 лет, из-за чего в адрес Самбуки высказывались обвинения в растлении. В марте 2024 года пара объявила о своём намерении заключить брак в июле.
У Кати Самбуки трое детей.

## Судебное разбирательство с Филиппом Плейном
Осенью 2014 года немецкий дизайнер Филипп Плейн выпустил мужские футболки стоимостью 450 долларов каждая с изображением обнажённой Кати Самбуки без её разрешения. Катя пригрозила ему судебным разбирательством[значимость факта?].

## Памятник Русалочке

Макет памятника

В декабре 2014 года московский скульптор Александр Врублёвский приступил к созданию памятника Русалочке с лицом и формами Кати Самбуки. Бронзовую статую высотой 125 см и весом 175 кг планировалось установить на Шоколадном променаде Хаапсалу рядом с мемориальной скамьёй Петра Чайковского.

## Фильмография
| Год  |   | Название                             | Роль                               |
| ---- | - | ------------------------------------ | ---------------------------------- |
| 2012 | ф | Силикон                              | камео                              |
| 2016 | ф | Второе счастье, или Кино за 40 часов | флейтистка симфонического оркестра |
| 2016 | ф | Егор Шилов                           | жена Авторитета                    |

## Дискография
Альбомы
- 2010 — «2010»[36][37]

| №                   | Название            | Длительность |
| ------------------- | ------------------- | ------------ |
| 1.                  | «Секс звезда»       | 2:39         |
| 2.                  | «Зашли мне лям»     | 3:29         |
| 3.                  | «Райский гимн»      | 2:34         |
| 4.                  | «Клан»              | 2:36         |
| 5.                  | «Финиш света»       | 3:06         |
| 6.                  | «Гомобой»           | 2:27         |
| Общая длительность: | Общая длительность: | 16:51        |

- 2013 — «Katya Sambuca»[38][39]

| №                   | Название                                   | Длительность |
| ------------------- | ------------------------------------------ | ------------ |
| 1.                  | «Director» (feat. Bob Jack)                | 2:05         |
| 2.                  | «Angel»                                    | 3:43         |
| 3.                  | «A Diller A Dollar»                        | 4:02         |
| 4.                  | «Shake It»                                 | 4:40         |
| 5.                  | «Party»                                    | 1:58         |
| 6.                  | «Masturbiren Pornstar»                     | 2:01         |
| 7.                  | «Deeper-Deeper»                            | 1:38         |
| 8.                  | «Mafia»                                    | 0:38         |
| 9.                  | «Desire»                                   | 3:48         |
| 10.                 | «Parkur»                                   | 1:50         |
| 11.                 | «Sneg»                                     | 1:29         |
| 12.                 | «Razriv»                                   | 1:40         |
| 13.                 | «Energia»                                  | 5:29         |
| 14.                 | «Skazka»                                   | 2:19         |
| 15.                 | «Greenland»                                | 2:01         |
| 16.                 | «Wrong Key» (feat. Steel Deluxe)           | 3:24         |
| 17.                 | «Kisa»                                     | 3:03         |
| 18.                 | «Tantsi»                                   | 4:51         |
| 19.                 | «Pliz Kolya palis» (feat. DJ Dex & Kempel) | 5:03         |
| 20.                 | «Tyc-Tyts» (feat. Bob Jack & Max BMW)      | 2:54         |
| 21.                 | «Whore»                                    | 2:44         |
| Общая длительность: | Общая длительность:                        | 1:01:20      |

Синглы
- 2013 — ILOVEAPORN! (feat. 2rbina 2rista)[40][41]
- 2014 — Сто первый[42][43]
- 2024 — Пати / Пати (Speed Up) / Пати (Slowed)[44]
- 2025 — Whore[45]
- 2025 — Секс звезда / Desire[46]

## Награды
- «Самая красивая девушка ВКонтакте» (2011)[47]
- Девушка года журнала XXL (2012, Украина)[8]
- Девушка года журнала Playboy/QOQO (2012, Эстония)[9]
- Гран-при Барселонского эротического фестиваля FICEB/Klic-Klic (2013, Испания, «Лучшее мировое клубное шоу»)[48]